# TNT Novelas
TNT Novelas é uma rede brasileira de TV por assinatura pertencente a Warner Bros. Discovery, sendo voltada exclusivamente para a dramaturgia. É o terceiro canal TNT em operação no Brasil, depois do canal mãe e a TNT Séries e o bloco de programação TNT Sports. Fundada como TBS Brasil em 1.º de outubro de 2011, sendo a versão brasileira do canal TBS, exibindo conteúdos sobre comédia, filmes, e séries para a família, se tornando o primeiro no país com estas características, a emissora foi renomeada para o seu atual nome em 26 de junho de 2023, reformulando também o seu conteúdo, fazendo parte de uma reestruturação por toda a América Latina.

## História

### TBS Brasil (2011–2023)

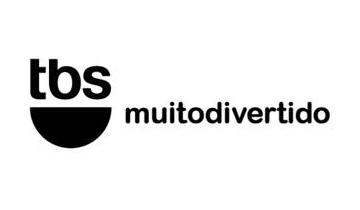
Primeiro logotipo do canal, usado entre 1.º de outubro de 2011 e 5 de junho de 2016

Estreado em outubro de 2011, o canal iniciou a transmissão com a exibição de produções originais, filmes e algumas séries que também são transmitidas pelo canal da TBS da América Latina. A primeira operadora a disponibilizar o sinal do canal foi a Claro TV (à época, denominada Via Embratel). A Algar TV disponibilizou o canal em 23 de dezembro de 2011. 
Sua versão em HD veio com o lançamento do canal na extinta operadora GVT TV em 16 de janeiro de 2012, exatos três meses após o seu lançamento. O TBS HD era em simulcast a versão SD. Em junho de 2012, o canal em parceria com a Rede Bandeirantes estreou a 1.ª e a 2.ª temporada do Custe o Que Custar (CQC), possuindo o licenciamento de 85 episódios. Após, houve a estreia do É Tudo Improviso. No dia em que o canal completou um ano no país, estreou sua primeira produção nacional, Elmiro Miranda Show com apresentação de Rafael Queiroga, Raoni Seixas e Clarice Falcão no elenco. Sua programação inicial era contida com entalados norte-americanos como Wings, The King of Queens, Sex and the City, Hot in Cleveland, Are We There Yet? e os clássicos Todo Mundo Odeia o Chris, Becker, My Name is Earl, The Office e Web Therapy, além de produções nacionais e shows de stund-up.
A partir de 18 de março de 2013, o sinal foi disponibilizado na Sky, substituindo o canal-irmão Boomerang no canal 82.
A partir de 1 de janeiro de 2014, o sinal HD do canal passou a ser disponibilizado para assinantes da Vivo TV substituindo o canal Rush HD que foi descontinuado no Brasil. No mesmo ano, o canal passou a exibir a série Chaves na programação. No dia 15 de julho, o canal anunciou a compra dos episódios da segunda temporada do programa Pânico na Band, estreando em 19 de agosto, mesmo dia do início do horário eleitoral gratuito das eleições gerais. Foi a terceira atração da Rede Bandeirantes a ser exibida no canal, que já passava os programas É Tudo Improviso e CQC. Em 2 de novembro, o bloco Adult Swim voltou ao Brasil através do canal, na faixa da meia-noite, transmitindo alguns programas que já foram transmitidos antigamente pelo Cartoon Network, como Space Ghost de Costa a Costa e Aqua Teen Hunger Force.
Em 12 de abril de 2015, o canal estreou o talk show Show do Kibe. Em agosto, a emissora ampliou em 30 minutos o horário do bloco Adult Swim devido a boa aceitação do público, anunciando como novidades as séries The Brak Show, Squidbillies e Home Movies.

Segundo logotipo do canal, usado entre 5 de junho de 2016 e 25 de junho de 2023

No dia 15 de maio de 2016, a emissora estreou o programa Caravana no Ar, apresentado por PC Siqueira e Juliano Enrico. Em 5 de junho, o canal lançou a sua nova identidade visual, deixando de usar o slogan "muitodivertido", que era a marca da emissora desde a sua fundação.
No início de 2018, o canal ampliou a exibição de animações na sua grade, passando a exibir a série Ilha dos Desafios, que compõe a franquia Drama Total (originalmente exibido em 2009 no Cartoon Network) e O Rato Esponja, esse ultimo no bloco Adult Swim e já exibido no CN em 2007. Em 1.º de abril o canal estreou a série Rick e Morty, aumentando ainda mais o catálogo de animações. Em 31 de maio, o canal lançou a série The Last O.G. Em 6 de julho, reeestreou a animação Os Irmãos Aventura. No mesmo ano, a emissora deixa de exibir a série Todo Mundo Odeia o Chris, um de seus principais seriados, que logo é adquirido pelo Comedy Central, que estreou o mesmo em outubro. A concorrente também adquiriu a série Já Chegamos? quatro anos depois.
Durante o mês de fevereiro de 2019, o canal transmitiu simultaneamente com a TNT a 61.ª edição do Grammy Awards e a 91.ª edição do Óscar.

### TNT Novelas (2023–presente)
Em 8 de maio de 2023, foi anunciado que o TBS daria lugar ao TNT Novelas em toda a América Latina, fazendo parte de uma reestruturação global imposta pela Warner Bros. Discovery. As primeiras produções confirmadas foram as novelas turcas Será Isso Amor? e Um Milagre. A mudança passaria a valer em julho , mas isso só aconteceu no dia 26 de junho. Depois, foram confirmados também os títulos Iludida, Meu Lar, Meu Destino e Amor Sem Fim, todos também disponíveis na HBO Max. Pelo projeto, o canal exibe os capítulos inéditos de segunda a sexta em toda a programação e as maratonas aos finais de semana, com dublagem em português. Faltando uma semana para a estreia, o canal anunciou a exibição de Os Dez Mandamentos, sendo o primeiro canal da TV paga a exibir a telenovela, visando cumprir a cota nacional da Ancine.
O TBS encerrou as suas transmissões por volta das 0h do dia 26 de junho de 2023, exibindo o início do filme Teoria da Conspiração, quando teve o sinal substituído pela TNT Novelas, que abriu as suas transmissões com o segundo capítulo em andamento da trama turca Iludida.

## Lista de telenovelas

### 10h15
| # | Telenovela         | Início                 | Término     | Cap. | Autoria            | Direção            | Ano de exibição | País   | Emissora Original | Ref. |
| - | ------------------ | ---------------------- | ----------- | ---- | ------------------ | ------------------ | --------------- | ------ | ----------------- | ---- |
| 1 | Os Dez Mandamentos | 30 de setembro de 2024 | Em Exibição |      | Vivian de Oliveira | Alexandre Avancini | 2015-2016       | Brasil | Record            |      |

### 16h30
| # | Telenovela              | Início                | Término                 | Cap. | Autoria                                 | Direção        | Ano de exibição | País | Emissora Original | Ref.   |
| - | ----------------------- | --------------------- | ----------------------- | ---- | --------------------------------------- | -------------- | --------------- | ---- | ----------------- | ------ |
| 1 | 18 Outra Vez            | 09 de outubro de 2023 | 30 de outubro de 2023   | 16   | Do-yeon Kim, Eun-bin Ahn, Lee-ryun Choi | Ha Byeong Hoon | 2020            |      | JTBC              | [ 39 ] |
| 2 | W                       | 08 de abril de 2024   | 26 de abril de 2024     | 16   | Song Joe Jung                           | Jung Dae Yoon  | 2016            |      | MBC TV            |        |
| 3 | Ela Era Bonita          | 17 de junho de 2024   | 05 de julho de 2024     | 16   | Jo Sung Hee                             | Jung Dae Yoon  | 2015            |      | MBC TV            |        |
| 4 | Meu Amor Das Estrelas   | 07 de outubro de 2024 | 01 de novembro de 2024  | 21   | Park Ji-eun                             | Jang Tae-yoo   | 2013-2015       |      | SBS               |        |
| 5 | O Rei das Compras Louis | 20 de janeiro de 2025 | 07 de fevereiro de 2025 | 16   | Oh Ji-jovem                             | Lee Sang-yeob  | 2016            |      | MBC TV            |        |

### 17h30
| # | Telenovela                | Início                | Término     | Cap. | Autoria        | Direção                                 | Ano de exibição | País    | Emissora Original | Ref. |
| - | ------------------------- | --------------------- | ----------- | ---- | -------------- | --------------------------------------- | --------------- | ------- | ----------------- | ---- |
| 1 | Yargi Segredos De Família | 28 de outubro de 2024 | Em Exibição |      | Sema Ergenekon | Ali Bilgin, Beste Sultan, Kasapoğullari | 2021-2024       | Turquia | Kanal D           |      |

### 18h25
| # | Telenovela           | Início                  | Término                 | Cap. | Autoria                                                                | Direção                            | Ano de exibição | País     | Emissora Original | Ref.   |
| - | -------------------- | ----------------------- | ----------------------- | ---- | ---------------------------------------------------------------------- | ---------------------------------- | --------------- | -------- | ----------------- | ------ |
| 1 | Amor Sem Fim         | 26 de junho de 2023     | 01 de dezembro de 2023  | 114  | Özlem Yilmaz, Anıl Eke, Burcu Görgün                                   | Hilal Saral                        | 2015-2017       | Turquia  | Kanal D           | [ 37 ] |
| 2 | A Agência            | 04 de dezembro de 2023  | 28 de junho de 2024     | 149  | Yelda Eroğlu, Yeşim Çıtak, Emine Yıldırım, Ekin Atalar, Sema Ergenekon | Ali Bilgin, Deniz Çelebi Dikilitaş | 2020-2021       | Turquia  | Star TV           | [ 40 ] |
| 3 | Eu Sou Betty, a Feia | 01 de julho de 2024     | 20 de fevereiro de 2025 | 335  | Fernando Gaitán                                                        | Mario Ribeiro Ferreira             | 1999-2001       | Colômbia | RCN               | [ 41 ] |
| 4 | Prisão de Mentiras   | 24 de fevereiro de 2025 | Em Exibição             |      | Uğraş Güneş                                                            | Volkan Kocatürk, Özgür Sevimli     | 2021-2022       | Turquia  | Now               |        |

### 19h15
| # | Telenovela                | Início                | Término                | Cap. | Autoria | Direção                                                    | Ano de exibição | País    | Emissora Original | Ref.   |
| - | ------------------------- | --------------------- | ---------------------- | ---- | --- | ---------------------------------------------------------- | --------------- | ------- | ----------------- | ------ |
| 1 | Meu Lar, Meu Destino      | 26 de junho de 2023   | 12 de janeiro de 2024  | 138  | Eylen Canpolat, Ayşenur Çok, Defne Gürsoy, Doruk Erengül, Seray Şahiner, Selcan Özgür, Berrin Tekdemir, Motor Firuze | Çağrı Bayrak                                               | 2019-2021       | Turquia | OGM Pictures      | [ 37 ] |
| 2 | Força De Mulher           | 15 de janeirode 2024  | 17 de dezembro de 2024 | 270  | Hander Altaylı | Merve Girgin Aytekin, Nadim Güç, Ece Erdek Koçoğlu         | 2017-2020       | Turquia | Medyapım          | [ 42 ] |
| 3 | Duas Mulheres, Duas Vidas | 06 de janeiro de 2025 | Em exibição            |      | Josep Cister Rubio                                                                                                   | Miguel Conde, Giselle Plantio, Ana Vázquez, Mario Monteiro | 2021-2022       | Espanha | La 1              |        |

### 20h00
| # | Telenovela         | Início                  | Término                 | Cap. | Autoria                            | Direção                                           | Ano de exibição | País   | Emissora Original | Ref.   |
| - | ------------------ | ----------------------- | ----------------------- | ---- | ---------------------------------- | ------------------------------------------------- | --------------- | ------ | ----------------- | ------ |
| 1 | Os Dez Mandamentos | 25 de setembro de 2023  | 30 de agosto de 2024    | 242  | Vivian de Oliveira                 | Alexandre Avancini                                | 2015-2016       | Brasil | Record            | [ 37 ] |
| 2 | Reis               | 02 de setembro de 2024  | Em Exibição             |      | Raphaela Castro, Cristiane Cardoso | Juan Pablo Pires, Leonardo Miranda, Rudi Lagemann | 2022-2025       | Brasil | Record            |        |
| 3 | Beleza Fatal       | 01 de fevereiro de 2025 | 01 de fevereiro de 2025 | 3    | Raphael Montes                     | Maria de Medicis                                  | 2025            | Brasil | Max               | [ 43 ] |

### 20h45
| # | Telenovela                 | Início                | Término                | Cap. | Autoria | Direção                                                 | Ano de exibição | País     | Emissora Original | Ref.   |
| - | -------------------------- | --------------------- | ---------------------- | ---- | --- | ------------------------------------------------------- | --------------- | -------- | ----------------- | ------ |
| 1 | Iludida                    | 26 de junho de 2023   | 26 de janeiro de 2024  | 149  | Kemal Hamamcıoğlu, Dilara Pamuk, Arzu Daştan Mutlu, Mustafa Mutlu, Gamze Arslan, Nuriye Bilici, Arzu Yurtseven, Eluf Öner, Kubilay Kara, İrem Pelin Sönmezer | Nesliham Yesilyurt, Benal Tairi                         | 2020-2022       | Turquia  | Kanal D           | [ 37 ] |
| 2 | Yargı Segredos De Família  | 29 de janeiro de 2024 | 28 de junho de 2024    | 308  | Sema Ergenekon | Ali Bilgin, Beste Sultan, Kasapoğullari                 | 2021-2024       | Turquia  | Kanal D           | [ 44 ] |
| 3 | A Promessa                 | 1 de julho de 2024    | 17 de dezembro de 2024 | 122  | Josep Cister Rubio | Miguel Conde, Javier Pulido,Eva Bermúdez,Alberto Pernet | 2023-2024       | Espanha  | La 1              | [ 45 ] |
| 4 | Lady, A Vendedora de Rosas | 06 de janeiro de 2025 | Em exibição            |      | Lina Arboleda, Juliana Lema, Pedro Miguel Rozo | Israel Sánchez, Juan Felipe Cano                        | 2015            | Colômbia | RCN               |        |

### 21h45
| # | Telenovela      | Início                 | Término               | Cap. | Autoria | Direção                                                                     | Ano de exibição | País    | Emissora Original | Ref.   |
| - | --------------- | ---------------------- | --------------------- | ---- | --- | --------------------------------------------------------------------------- | --------------- | ------- | ----------------- | ------ |
| 1 | Um Milagre      | 26 de junho de 2023    | 29 de março de 2024   | 197  | Pinar Bulut, Onur Koralp | Yusuf Pirhasan, Aytaç Çiçek, Volkan Keskin, Yağız Alp Akaydın, Altan Dönmez | 2019-2021       | Turquia | Now               | [ 37 ] |
| 2 | Iludida         | 01 de abril de 2024    | 25 de outubro de 2024 | 149  | Kemal Hamamcıoğlu, Dilara Pamuk, Arzu Daştan Mutlu, Mustafa Mutlu, Gamze Arslan, Nuriye Bilici, Arzu Yurtseven, Eluf Öner, Kubilay Kara, İrem Pekin, Sönmezer | Nesliham Yesilyur, Benal Trairi                                             | 2020-2022       | Turquia | Kanal D           |        |
| 3 | Será Isso Amor? | 04 de novembro de 2024 | Em exibição           |      | Auşe Uner Kutlu, Deniz Gürley, Melek Seven | Ender Mihlar, Yusuf Pirhasan, Altan Dönmez                                  | 2020-2021       | Turquia | Now               |        |

### 22h30
| # | Telenovela          | Início                  | Término                 | Cap. | Autoria                                                                                      | Direção                                    | Ano de exibição | País    | Emissora Original | Ref.   |
| - | ------------------- | ----------------------- | ----------------------- | ---- | -------------------------------------------------------------------------------------------- | ------------------------------------------ | --------------- | ------- | ----------------- | ------ |
| 1 | Será Isso Amor?     | 26 de junho de 2023     | 16 de fevereiro de 2024 | 161  | Auşe Uner Kutlu, Deniz Gürley, Melek Seven                                                   | Ender Mihlar, Yusuf Pirhasan, Altan Dönmez | 2020-2021       | Turquia | Now               | [ 37 ] |
| 2 | Esqueça-me Se Puder | 19 de fevereiro de 2024 | 16 de julho de 2024     | 107  | Özlem İnci Hekimoğlu, Nil Güleç Ünsal                                                        | Murat Öxtürk, Koray Kerimoğlu              | 2021-2022       | Turquia | Now               | [ 44 ] |
| 3 | Amor na Ilha        | 22 de julho de 2024     | 13 de novembro de 2024  | 83   | Yelda Eroğlu, Yeşim Çıtak, Emine Yıldırım, Dilek İyigün, Aksel Bonfil, Ay Yapım Design, Team | Ali Bilgin, Özgür Sevimli                  | 2021            | Turquia | Star TV           |        |
| 4 | Minha Menina        | 18 de novembro de 2024  | Em Exibição             |      | Banu Kiremitçi, Irmak Bahçeci                                                                | Gökçen Usta                                | 2018-2019       | Turquia | TV8               |        |